# Anne-Beatrice Kihara
Anne-Beatrice Kihara   (segle XX) és una metgessa i professora keniana presidenta de la Federació Internacional de Ginecologia i Obstetrícia. Ha dedicat la seva carrera a millorar la salut física de les dones a l'Àfrica.

## Joventut i educació
Kihara va créixer a Kenya. Es va interessar per la medicina mentre ajudava al seu pare, Dickson Kihara Nyaga, que era un oficial de salut pública. Era estudiant de medicina a la Universitat de Nairobi, on va tenir un embaràs no planificat. A vint-i-un anys es va veure obligada a repetir l'any. Després de completar la seva llicenciatura en medicina, va treballar com a ginecòloga a Nairobi. Va establir centres de maternitat i un hospital del poble. Va treballar per empoderar les dones joves locals proporcionant-los accés al treball.

## Trajectòria
El 2013, Kihara va ser nomenada presidenta de la Societat Obstètrica i Ginecològica de Kenya. Va treballar per prevenir les morts maternes i infantils i per eliminar la transmissió de pares a fills d'infeccions de transmissió sexual, incloses la sífilis i el VIH. El 2020, va ser nomenada presidenta de la Federació Africana d'Obstetres i Ginecòlegs.
El 2023, Kihara es va convertir en presidenta de la Federació Internacional de Ginecologia i Obstetrícia. Va ser la seva primera presidenta de l'Àfrica subsahariana. Va treballar per promoure el lideratge i la participació de les dones en l'elaboració de polítiques, així com per millorar l'accés a la informació sobre la salut i l'anticoncepció. Ha dit que se centrarà a transformar les experiències de les dones joves que pateixen matrimonis infantils i mutilació genital femenina. Ha promogut l'adopció del Protocol de Maputo, que promou la igualtat de gènere i els drets de gènere.